# Dejan Georgievski
Dejan Georgievski (mazedonisch Дејан Георгиевски; * 8. Mai 1999 in Skopje) ist ein nordmazedonischer Taekwondoin. Er startet in der Gewichtsklasse über 80 Kilogramm.

## Erfolge
Dejan Georgievski sicherte sich bei den Mittelmeerspielen 2018 in Tarragona im Schwergewicht die Silbermedaille.
2021 gewann Dejan Georgievski das europäische Qualifikationsturnier für die im selben Jahr stattfindenden Olympischen Spiele 2020 in Tokio. Bei den Spielen selbst erreichte er in seiner Konkurrenz nach Siegen gegen Rafael Alba aus Kuba, den Ivorer Seydou Gbané und In Kyo-don aus Südkorea das Finale, in dem er auf den Russen Wladislaw Larin traf. Er unterlag Larin in dem Kampf mit 9:15 und gewann somit die Silbermedaille, was den bis dato größten Erfolg in der nordmazedonischen Olympiageschichte darstellte. Bei der Eröffnungsfeier der Spiele fungierte Georgievski gemeinsam mit der Judoka Arbresha Rexhepi als Fahnenträger der nordmazedonischen Delegation.